# Aurillac-3 (tổng)
Tổng Aurillac là một tổng của Pháp, thuộc tỉnh Cantal trong vùng Auvergne-Rhône-Alpes.

## Các đơn vị trực thuộc
Tổng Aurillac 3 nằm trong một phần xã Aurillac với 10.360 dân.

## Lịch sử
| Ngày bầu cử                      | Tên               | Đảng | Chức vụ                          |
| -------------------------------- | ----------------- | ---- | -------------------------------- |
| 2001-2014                        | Charles Delamaide | PS   | ủy viên hội đồng đô thị Aurillac |
| Dữ liệu trước năm 2001 không rõ. |                   |      |                                  |